# Juanito (football, 1980)
Pour les articles homonymes, voir Juanito.
Juan Jesús Gutiérrez Robles dit « Juanito » (né le 17 février 1980 à Malaga) est un footballeur espagnol. Il joue comme milieu défensif.

## Carrière
- 2002-2005 :  Málaga CF
- 2005-2006 :  Deportivo Alavés
- 2006-2007 :  Real Sociedad
- 2007-2009 :  UD Almería
- 2009-jan.2011 :  Málaga CF
- jan.2011-2011 :  UD Almería
- 2011- :  PAE Asteras Tripolis

## Palmarès
Néant